# Дистрофії рогівки
Дистрофії рогівки — кератопатія, що внаслідок порушення трофіки супроводжуються її дегенеративним переродженням, симптом багатьох хвороб очей.
Класифікація дистрофій:
- первинні дистрофії — уроджені та спадкові, спричинені порушенням

білкового метаболізму, двосторонні, прогресуючі, (частіше без
рогівкового синдрому)
- вторинні дистрофії — прогресуючі та рецидивуючі, спричиняються набутими патологічними процесами в оці чи системними запально-дегенеративними ураженнями (часто супроводжуються помутнінням рогівки та рогівковим синдромом.)

| симптом | Це незавершена стаття про симптом хвороби. Ви можете допомогти проєкту, виправивши або дописавши її. |